# جيمس مور (لاعب كرة قدم بريطاني)
جيمس مور (بالإنجليزية: James Moore)‏ (20 ديسمبر 1987 في المملكة المتحدة - ) هو لاعب كرة قدم بريطاني في مركز الدفاع. لعب مع Charlotte Eagles ‏ وChattanooga FC ‏ وMississippi Brilla FC ‏.

## وصلات خارجية
- جيمس مور (لاعب كرة قدم بريطاني) على موقع قاعدة بيانات كرة القدم.إي يو (الإنجليزية)